# Nathusius (släkt)

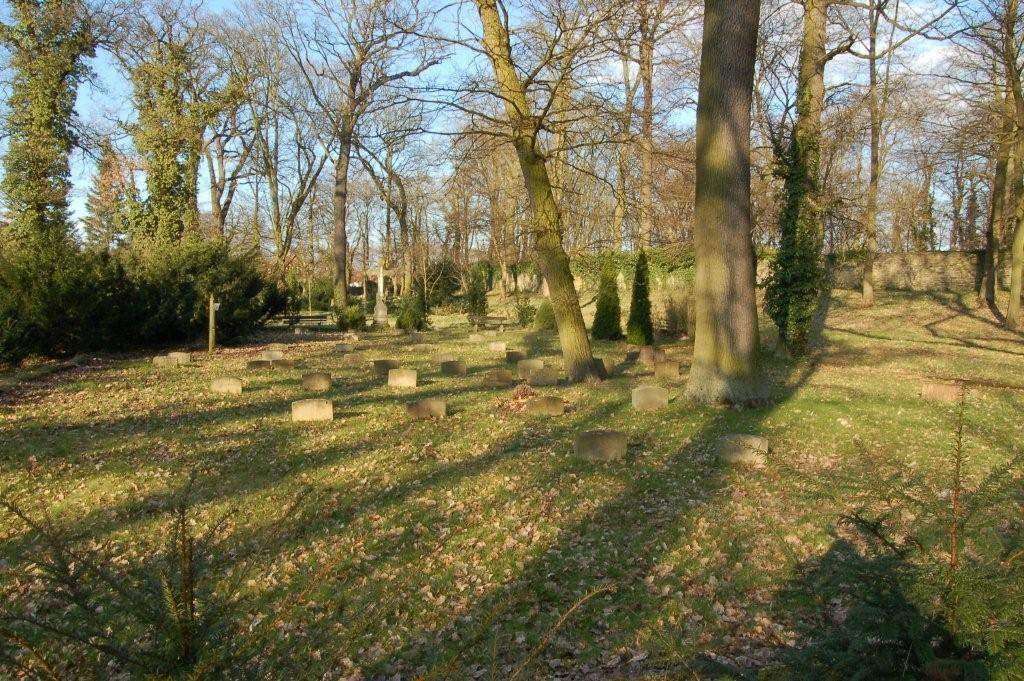
Familjegriftegården i Althaldensleben.

Nathusius är en tysk släkt, som enligt vissa uppgifter härstammar från en svensk andlig, som under reformationstiden uppsökte Luther i Wittenberg och stannade i Tyskland. 
Andra uppgifter tyder snarare på att den är av sorbiskt eller vendiskt ursprung. Släktens medlemmar tillhörde under tidigmodern tid för det mesta det andliga ståndet, men har sedan slutet av 1700-talet utmärkt sig huvudsakligen på industrins och lanthushållningens fält.

## Kända medlemmar
- Johann Gottlob Nathusius (1760–1835), köpman och industriman
- Hermann Engelhard von Nathusius (1809–1879), godsägare och politiker
- Philipp von Nathusius (1815–1872), publicist och diakoniman